# II. Jagdkorps
La II. Jagdkorps  (2e Corps de chasse aérienne) a été l'un des principaux Corps de la Luftwaffe allemande durant la Seconde Guerre mondiale.

## Création et différentes dénominations
Ce Corps a été formé le 15 septembre 1943 à Gouvieux près de Paris, à partir de la Höherer Jagdfliegerführer West. 

## Commandement

Drapeau du chef du Jagdkorps

| Début             | Fin             | Grade           | Nom                             |
| ----------------- | --------------- | --------------- | ------------------------------- |
| 15 septembre 1943 | 30 juin 1944    | Generalleutnant | Werner Junck                    |
| 1er juillet 1944  | 15 octobre 1944 | General         | Alfred Bülowius                 |
| 15 octobre 1944   | 26 janvier 1945 | Generalmajor    | Dietrich Peltz                  |
| 12 janvier 1945   | 26 janvier 1945 | Generalmajor    | Karl-Eduard Wilke (par intérim) |

## Chef d'état-major
| Début           | Fin             | Grade  | Nom                       |
| --------------- | --------------- | ------ | ------------------------- |
| ?               | ?               | ?      | ?                         |
| ?               | 20 juillet 1944 | Oberst | Wilhelm Kern              |
| 20 juillet 1944 | 26 janvier 1945 | Oberst | Lothar von Heinemann (de) |

## Quartier général
Le quartier général se déplace suivant l'avancement du front.
| Début             | Fin               | Ville                         |
| ----------------- | ----------------- | ----------------------------- |
| 15 septembre 1943 | Août 1944         | Gouvieux                      |
| Août 1944         | 10 septembre 1944 | Rochefort (Belgique)          |
| 10 septembre 1944 | 26 janvier 1945   | Flammersfeld près de Coblence |

## Rattachement
| 15 septembre 1943 - 25 septembre 1944 |  | Luftflotte 3            |
| 26 septembre 1944 - 26 janvier 1945   |  | Luftwaffenkommando West |

## Unités subordonnées
- 4. Jagd-Division : 15 septembre 1943 - 8 septembre 1944
- 5. Jagd-Division : 15 septembre 1943 - Octobre 1944
- Jagdfliegerführer Südfrankreich : 15 septembre 1943 - 31 août 1944
- Jagdfliegerführer Bretagne : 15 septembre 1943 - 31 août 1944
- Jagdabschnittsführer Bordeaux : Avril 1944 - Juillet 1944
- Fliegerführer West : Juillet 1944
- Luftnachrichten-Regiment beim II. Jagdkorps